# Agelanthus longipes
Agelanthus longipes är en tvåhjärtbladig växtart som först beskrevs av Baker & Sprague, och fick sitt nu gällande namn av R.M. Polhill & D. Wiens. Agelanthus longipes ingår i släktet Agelanthus och familjen Loranthaceae. Inga underarter finns listade i Catalogue of Life.